# Office national des examens et concours du supérieur
 (août 2024).
La mise en forme du texte ne suit pas les recommandations de Wikipédia : il faut le « wikifier ».
Les points d'amélioration suivants sont les cas les plus fréquents. Le détail des points à revoir est peut-être précisé sur la page de discussion.
- Les titres sont pré-formatés par le logiciel. Ils ne sont ni en capitales, ni en gras.
- Le texte ne doit pas être écrit en capitales (les noms de famille non plus), ni en gras, ni en italique, ni en « petit »…
- Le gras n'est utilisé que pour surligner le titre de l'article dans l'introduction, une seule fois.
- L'italique est rarement utilisé : mots en langue étrangère, titres d'œuvres, noms de bateaux, etc.
- Les citations ne sont pas en italique mais en corps de texte normal. Elles sont entourées par des guillemets français : « et ».
- Les listes à puces sont à éviter, des paragraphes rédigés étant largement préférés. Les tableaux sont à réserver à la présentation de données structurées (résultats, etc.).
- Les appels de note de bas de page (petits chiffres en exposant, introduits par l'outil «  Source ») sont à placer entre la fin de phrase et le point final[comme ça].
- Les liens internes (vers d'autres articles de Wikipédia) sont à choisir avec parcimonie. Créez des liens vers des articles approfondissant le sujet. Les termes génériques sans rapport avec le sujet sont à éviter, ainsi que les répétitions de liens vers un même terme.
- Les liens externes sont à placer uniquement dans une section « Liens externes », à la fin de l'article. Ces liens sont à choisir avec parcimonie suivant les règles définies. Si un lien sert de source à l'article, son insertion dans le texte est à faire par les notes de bas de page.
- La présentation des références doit suivre les conventions bibliographiques. Il est recommandé d'utiliser les modèles {{Ouvrage}}, {{Chapitre}}, {{Article}}, {{Lien web}} et/ou {{Bibliographie}}. Le mode d'édition visuel peut mettre en forme automatiquement les références.
- Insérer une infobox (cadre d'informations à droite) n'est pas obligatoire pour parachever la mise en page.

Pour une aide détaillée, merci de consulter Aide:Wikification.
Si vous pensez que ces points ont été résolus, vous pouvez retirer ce bandeau et améliorer la mise en forme d'un autre article.
 (août 2024).
L’Office National des Examens et Concours du Supérieur en abrégé ONECS créé le 11 décembre 2006, est un organe public placé sous la tutelle du ministère chargé de l’Enseignement Supérieur et de la Recherche Scientifique du Tchad. Elle est l'organe officiel qui organise tous les examens du supérieur et le baccalauréat du second degré.

## Histoire

### Fondation et début
l’ONECS est une institution publique à caractère administratif, doté de la personnalité morale et jouissant d’une autonomie administrative et financière.

### Mission et objectifs
Les missions de l’ONECS sont spécifiées dans le Décret N° 526/PR/PM/MESRSFP/2010 , portant organisation et fonctionnement de l’Office National des Examens & Concours du Supérieur. Ce Décret définit aussi l’organigramme de l’Office. Les missions conférées à l’ONECS et déclinées dans ce Décret consistent à:
- Préparer, organiser et gérer :
  - l’examen du baccalauréat en collaboration avec les Universités, les Académies et le ministère chargé de l’Éducation Nationale;
  - le Brevet de Technicien et diplômes équivalents;
  - les authentifications, les équivalences et la traduction des diplômes et attestations de baccalauréat et de BTS;
  - les concours ou examens professionnels et/ou d’enseignements supérieurs en collaborations avec les institutions concernées;
  - les concours d’entrée dans les institutions publiques d’enseignement supérieur en collaboration avec ces institutions;
  - les concours d’entrée dans les institutions privées, à la demande et en collaboration avec ces institutions.
- Représenter le ministère chargé de l’Enseignement Supérieur aux différents examens et concours inter-étatiques; Formuler des avis et des recommandations sur tout projet de convention à l’échelon national et sous-régional concernant les examens et concours.